# لاشر اند کو
لاشر اند کو (انگلیسی: Laco Uhrenmanufaktur) شرکت ساعت‌سازی آلمانی است، که در سال ۱۹۲۵ توسط فریدا لاچر تأسیس شد.